# Kniphofia linearifolia
Kniphofia linearifolia är en grästrädsväxtart som beskrevs av John Gilbert Baker. Kniphofia linearifolia ingår i Fackelliljesläktet som ingår i familjen grästrädsväxter. Inga underarter finns listade i Catalogue of Life.

## Bildgalleri

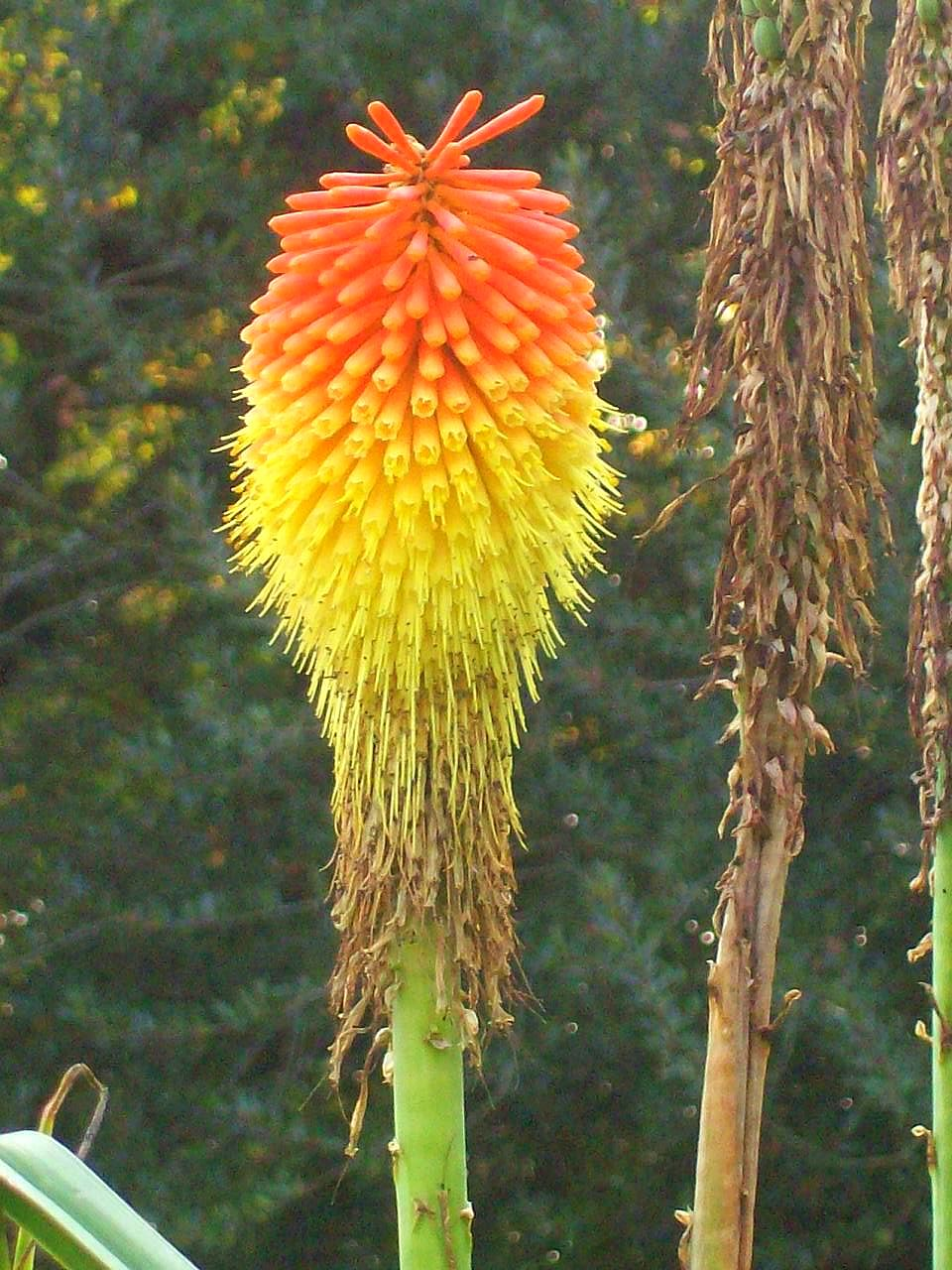
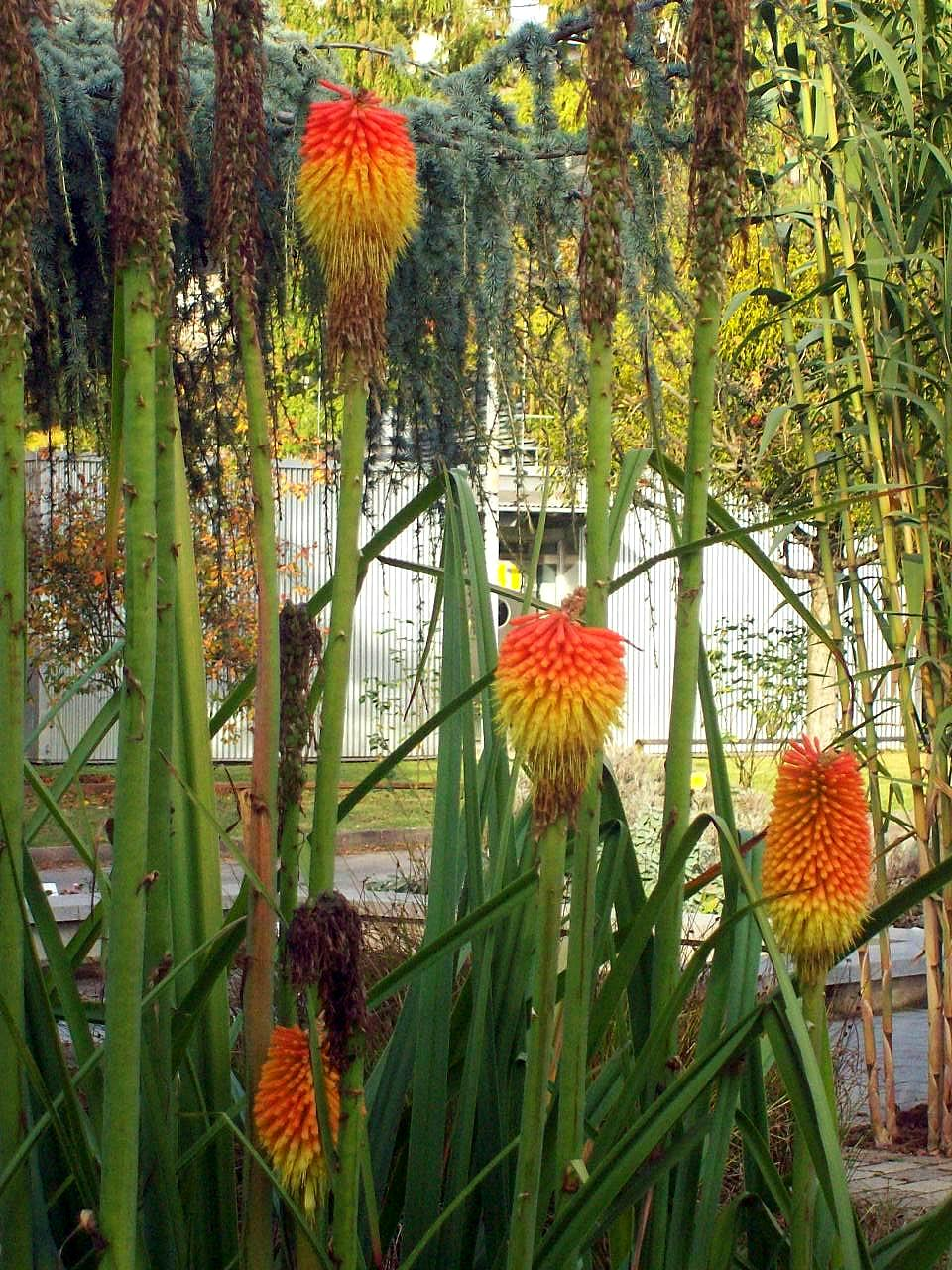